# Kulturmagasinet Vargen
Kulturmagasinet Vargen var en experimentell underground- och konsttidskrift i stencilformat som grundades 1973 av Carsten Regild tillsammans med Rolf Börjlind. I första numret som tog sin utgångspunkt i en New York-resa som Regild och Börjlind genomförde, deltog bland andra Claes Oldenburg. Senare skulle även Regilds fru Ann-Marie Regild, Olle Granath och J.O. Mallander ingå i redaktionen. Tanken med tidskriften var att allt material som sändes till redaktionen skulle publiceras dock med tillägget att allt kunde bearbetas av redaktionen. När fjärde numret skulle ges ut skickade man med hjälp av Moderna Museets adressregister ut 25.000 exemplar av ett manifest och bjöd in folk från hela världen att skicka in material till tidningen under parollen "Occupy the brain!". Magasinet gavs ut till och med 1976 och totalt utkom åtta nummer.